# Vérmező
A Vérmező egy közpark Budapest I. kerületében, a Krisztinavárosban. Itt történt Martinovics Ignác és társai lefejezése 1795. május 20-án.

## Fekvése
A park a Várhegy nyugati lábánál nyúlik el; az Attila út, a Krisztina körút és a Mikó utca határolja. Alatta folyik végig az Ördög-árok; a Vérmező területe a pleisztocén korban jött létre, mint a patak hordalékos lapálya.

## Története
A 14. században Logod falu állt ezen a helyen, mely a török időkben elpusztult. 
Miután a törököket kiűzték, a terület úgynevezett glacis, vagyis a védelem részére kilövést biztosító sík terület volt. Területe már az 1700-as évektől kezdve a budavárosi tanács és a kamarai kormányzóság, ill. haditanács között vitatott területnek számított, de a budai polgárok érdekérvényesítése eredménytelen maradt. 1752-ben a várfalaktól egy puskalövésnyire kijelölt katonai védőövezetnek nyilvánították, ezért egészen a 18. század végéig nem engedték beépíteni. 1769-ben a haditanács engedélye alapján a glacison területeket kaphattak volna azok, akik vállalták volna rajtuk az építkezést, úgy, hogy a tulajdonosoknak felszólításra kötelességük lett volna az épületeket lebontani. Ilyen körülmények között azonban senki sem akart építkezni, így a terület beépítetlen maradt. 1784-ben a helytartótanács a glacist megszüntette és ingyen telket adott azoknak, akik építkezni akartak. Ezekre a házakra a katonai igazgatás már nem vonatkozott. Később a Vérmezőt a várnagy kaszálónak használta, emiatt akkoriban a területet Generális rétnek (General-Wiese) hívták.

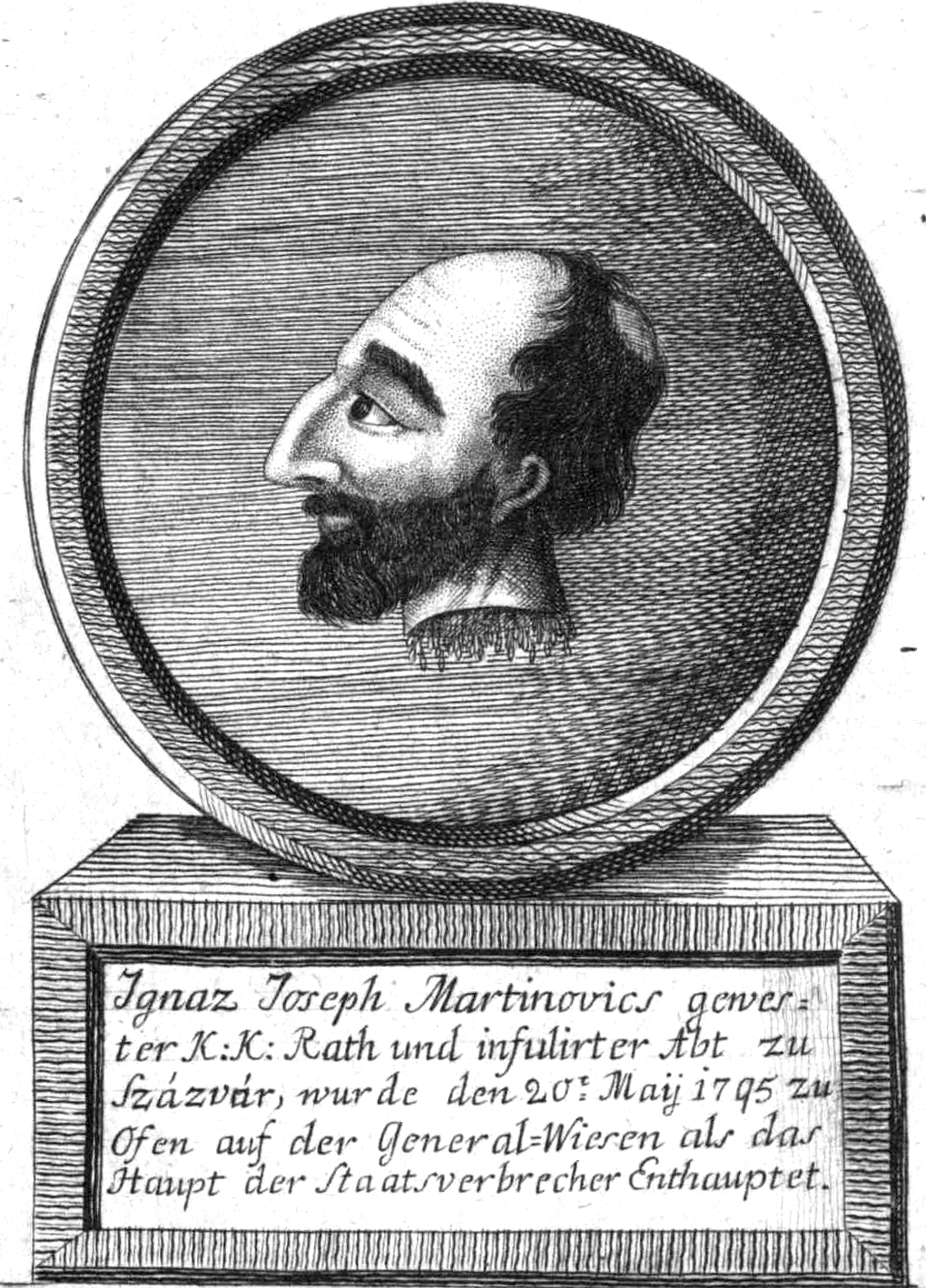
Martinovics Ignác, korabeli metszet

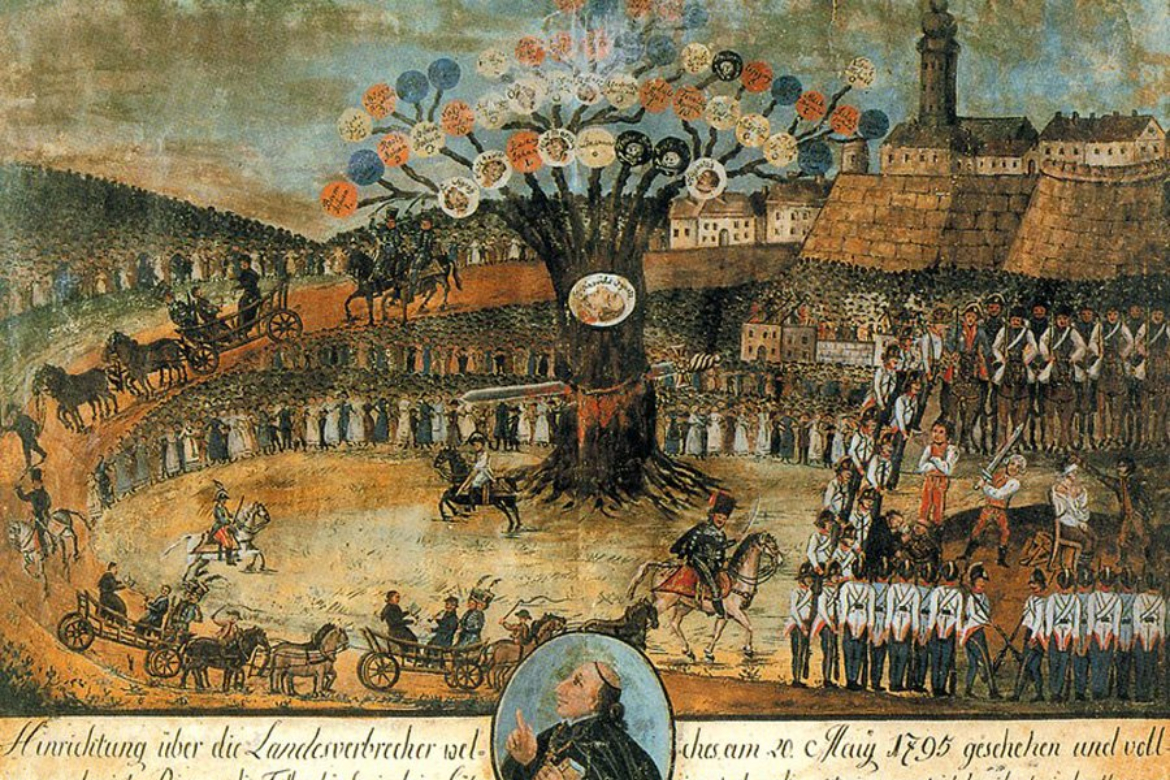
A Martinovics-összeesküvés vádlottjainak kivégzése (vízfestmény, 1795)

Nevét Martinovics Ignác és társai itteni, 1795. május 20-án történt kivégzéséről kapta; a park Széll Kálmán tér felőli végén állítottak nekik emlékművet.
Egy 1810-ben készült térkép szerint a Vérmező területe elég szabálytalan volt, középen még szabad árokban az Ördög-árok szelte át. Mai formáját 1830-33 között a várból levezető kacskaringós út megszüntetésével, majd a mai Mikó utca folytatásaként megépített új kocsiúttal, az Ördög-árok beboltozásával és a Várhegy alatti házak mentén kocsiút kialakításával kapta. A területet először 1820 körül parkosították, később katonai gyakorlótérnek használták. 1875-ben az esőzések következtében megáradt Ördög-árok vize tengerként árasztotta el a mezőt.

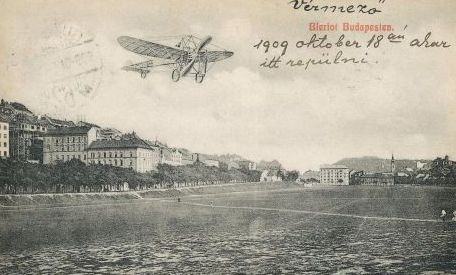
Blériot repülése 1909-ben

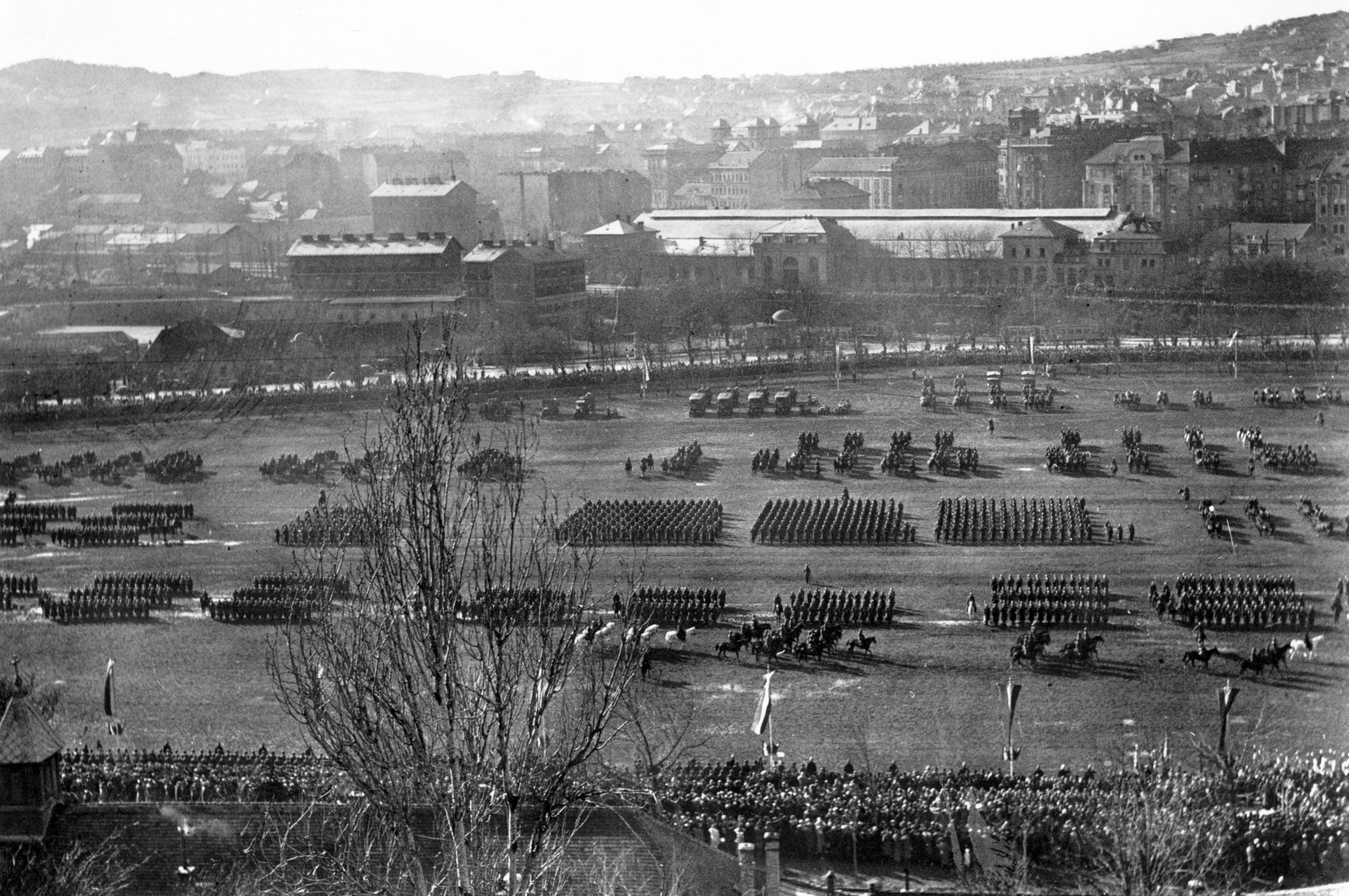
Katonai díszszemle a Vérmezőn 1935-ben

1896-ban a millennium alkalmából, majd 1934-ben Horthy Miklós 15 éves bevonulása alkalmából nagyszabású katonai díszszemlét és népünnepélyt tartottak a mezőn. A két világháború között lovaspálya működött itt. 1931. szeptember 17-én itt tartották a biatorbágyi merénylet áldozatainak a gyászszertartását.
A Vérmezőn díszruhás rendőrök sorfala fogadta a temetés résztvevőit, akik több mint harmincezren szorongtak a Vérmezőn és a Vérmező körül lévő utakon, sokszor még a rendőrök kordonát is átszakitva. Még három óra előtt újabb rendörcsapatok érkeztek a főkapitányság riadóautóján és kart-karba fűzve, hatalmas láncot alkottak a Vérmező körül, hogy a temetés rendjét fenn tudják tartani, hogy a kegyeletes ünnepséget semmi zavaró körülmény ne háboritsa.
Az 1930-as évek végén protestáns helyőrségi templomot, pár évvel később pedig egy Gömbös Gyula szobrot terveztek az északi részre. A háború miatt végül egyik sem valósult meg. Budapest második világháborús ostroma idején ez volt az utolsó terület, ahol könnyű futár-repülőgépek le tudtak szállni. Továbbá utánpótlást szállító vitorlázó gépek is itt landoltak az ostrom utolsó hónapjaiban. Ebből kifolyólag a háború befejezésekor szétlőtt repülőgéproncsok tucatja hevert szanaszét a területen. 

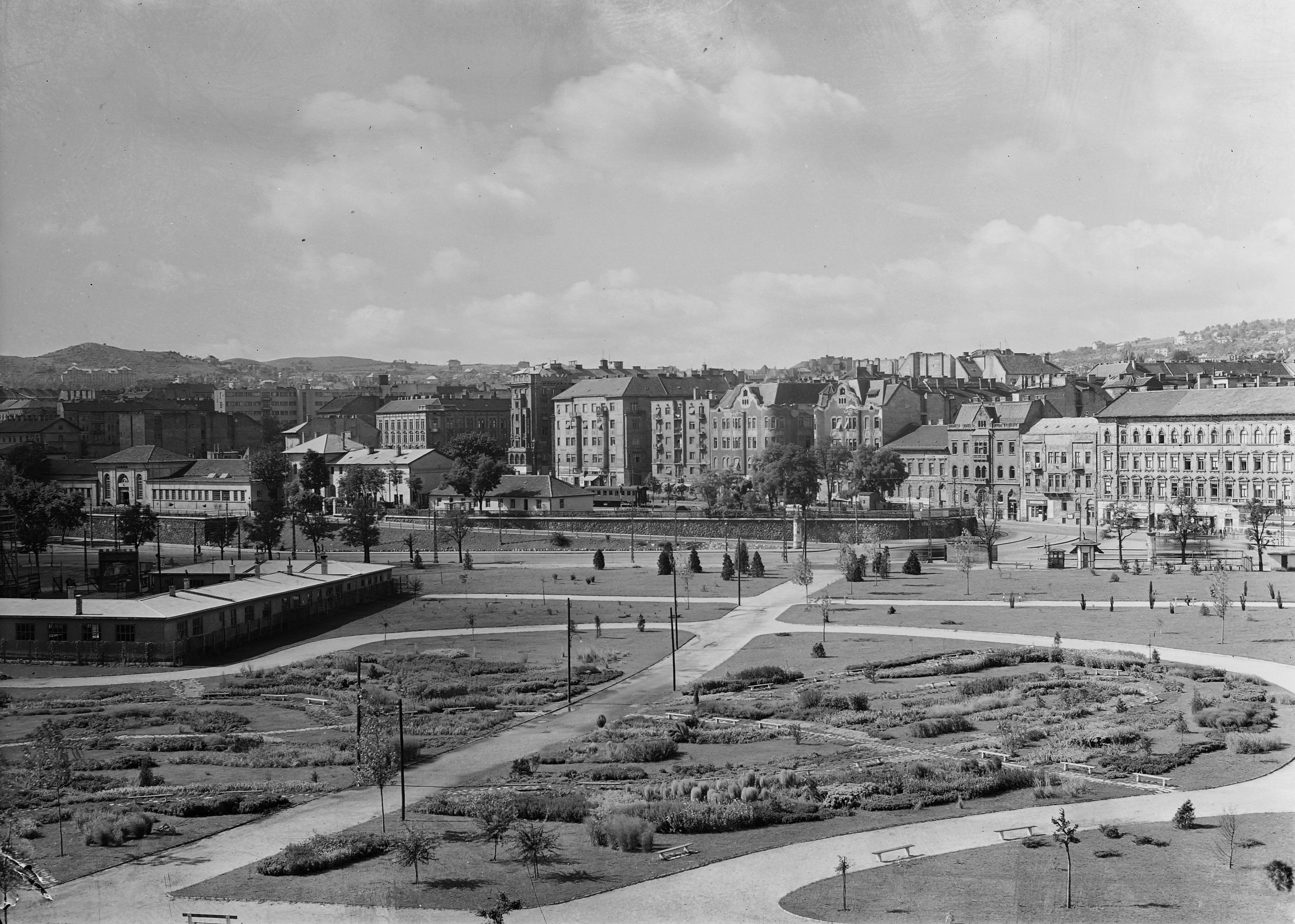
A Vérmező 1952-ben

Jelenlegi arculatát a második világháború után nyerte el: nyugati feléből a Déli pályaudvar építése miatt lecsippentettek egy apró darabkát. Kisvasútpályát építettek, hogy csilléi a Várhegy és a Vérmező felhalmozódott romtörmelékét elszállítsák. A korábbi füves teknőt pedig – ahol akkor még csak néhány fa állt itt-ott a mező szélén –  a romba dőlt Várból lehordott törmelékkel feltöltötték, majd 1948-ban hozzáfogtak az újraparkosításához. Először a déli csücske lett kész Csorna Antal, majd az északi és középső részé Jancsó Antal tervei szerint. Faállománya ezért aránylag fiatal, de változatos. Faültetések mostanában is zajlanak a parkban. Az eredeti elképzelések szerint egy aprócska tavat is kialakítottak volna a park közepén, de ez végül nem valósult meg. A Vérmező egyik láncszeme annak a szellőzőcsatornaszerű parksorozatnak, ami Hűvösvölgy, Pasarét friss levegőjét az Ördög-árok völgyében (Városmajoron, Horváth-kerten, illetve a Tabánon keresztül) behozza a Duna fölé.

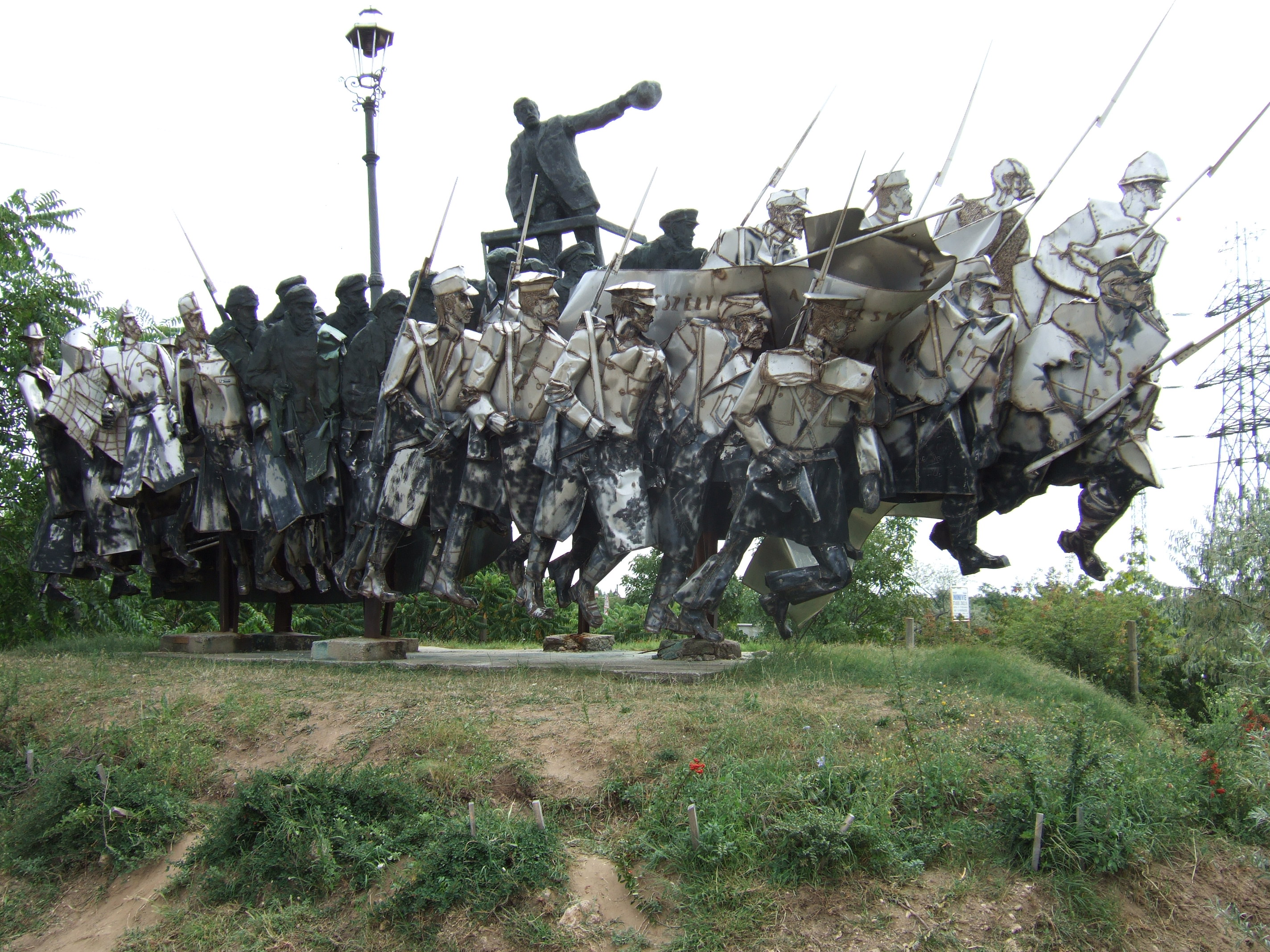
Varga Imre: Kun Béla-emlékmű, 1986

1986-ban a Vérmező északi végén állították fel Varga Imre szobrászművész Kun Béla sokalakos emlékművét. A szoborcsoportot 1991-ben elbontották és a nagytétényi szoborparkba szállították.
A park érdekessége a Déli pályaudvarral szemközt felállított régi, zöld vasúti kocsiból kialakított Vagon étterem.
2006 - 2007 között a Budapesti Elektromos Művek 120/10 kV-os alállomást épített a Vérmezőn, mely a Bugát lépcső alállomást váltotta ki.

## Látnivalók
A Mikó utcai játszótérnél található Kiss István 1979-ben készült Szitakötők című kompozíciója. Szabó István 1967-ben készítette el a Budai Önkéntes Ezred emlékművét.
Budapest első köztéri Babits Mihály szobrát (Marton László alkotása) 2008-ban itt állították fel a költő születésének 125. évfordulója alkalmából. Babits élete utolsó 10 évét itt, a Vérmező melletti házakban élte le családjával.

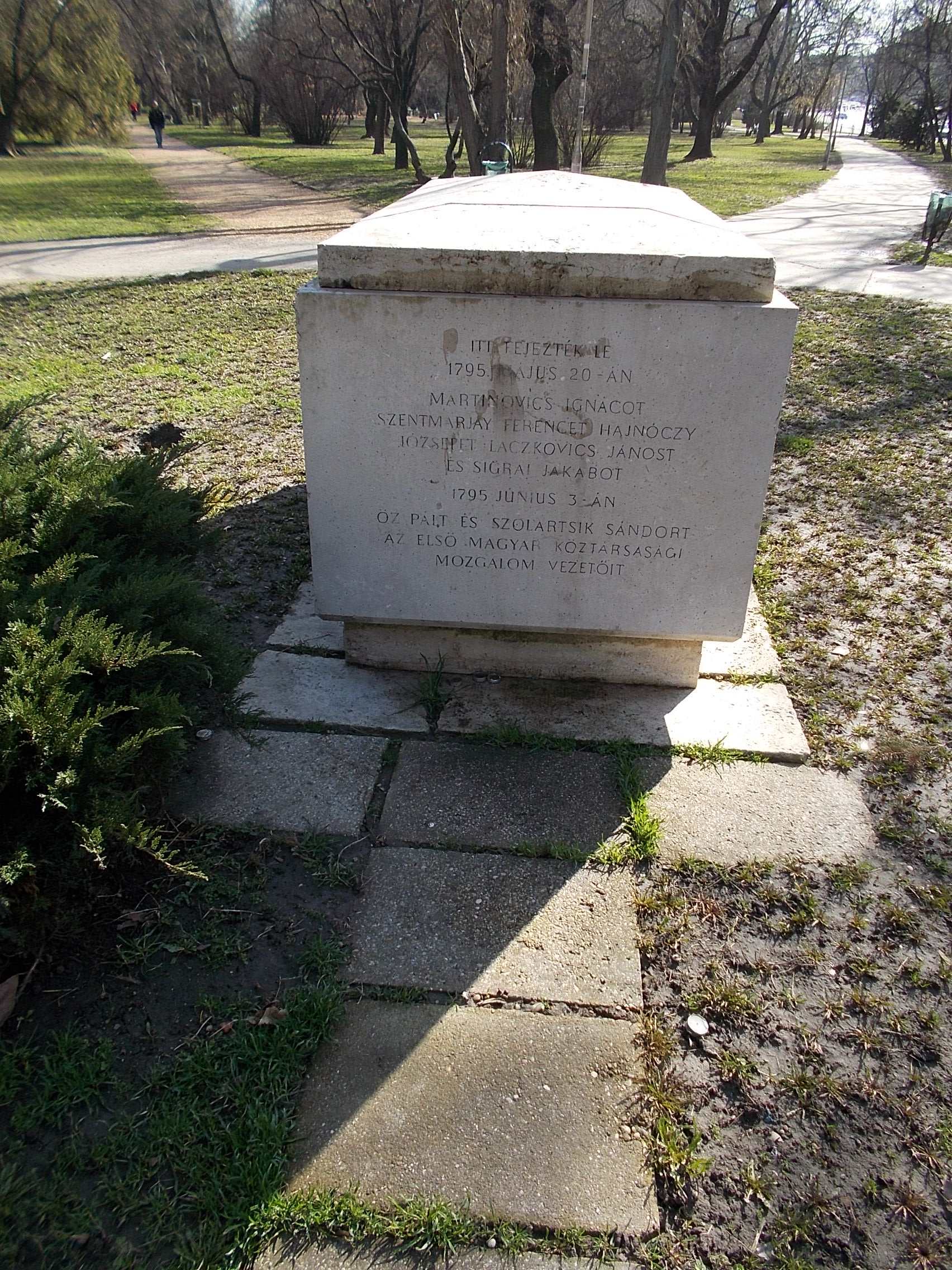
Magyar jakobinus emlékmű
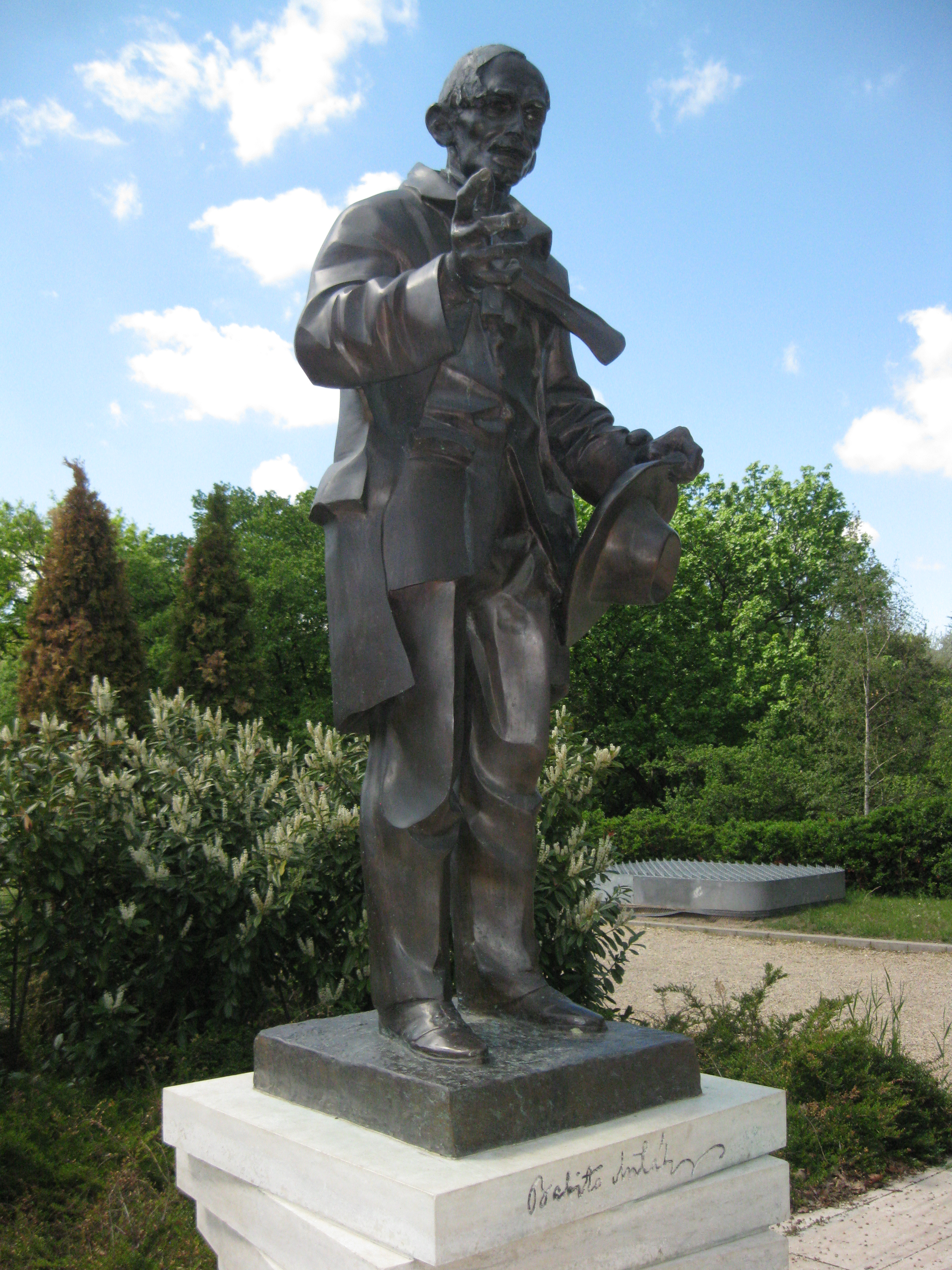
Marton László: Babits Mihály, 2008
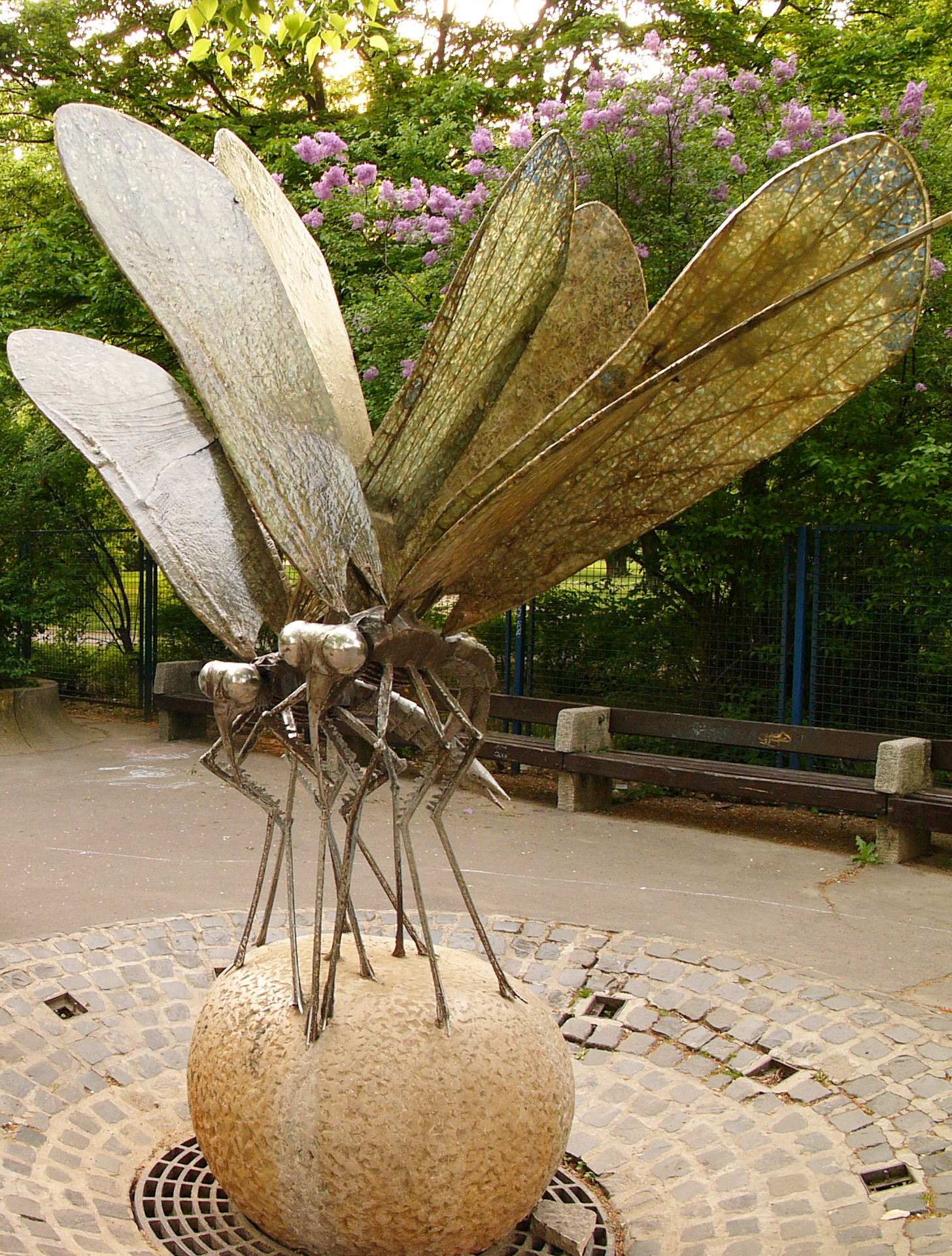
Kiss István: Szitakötők, 1979
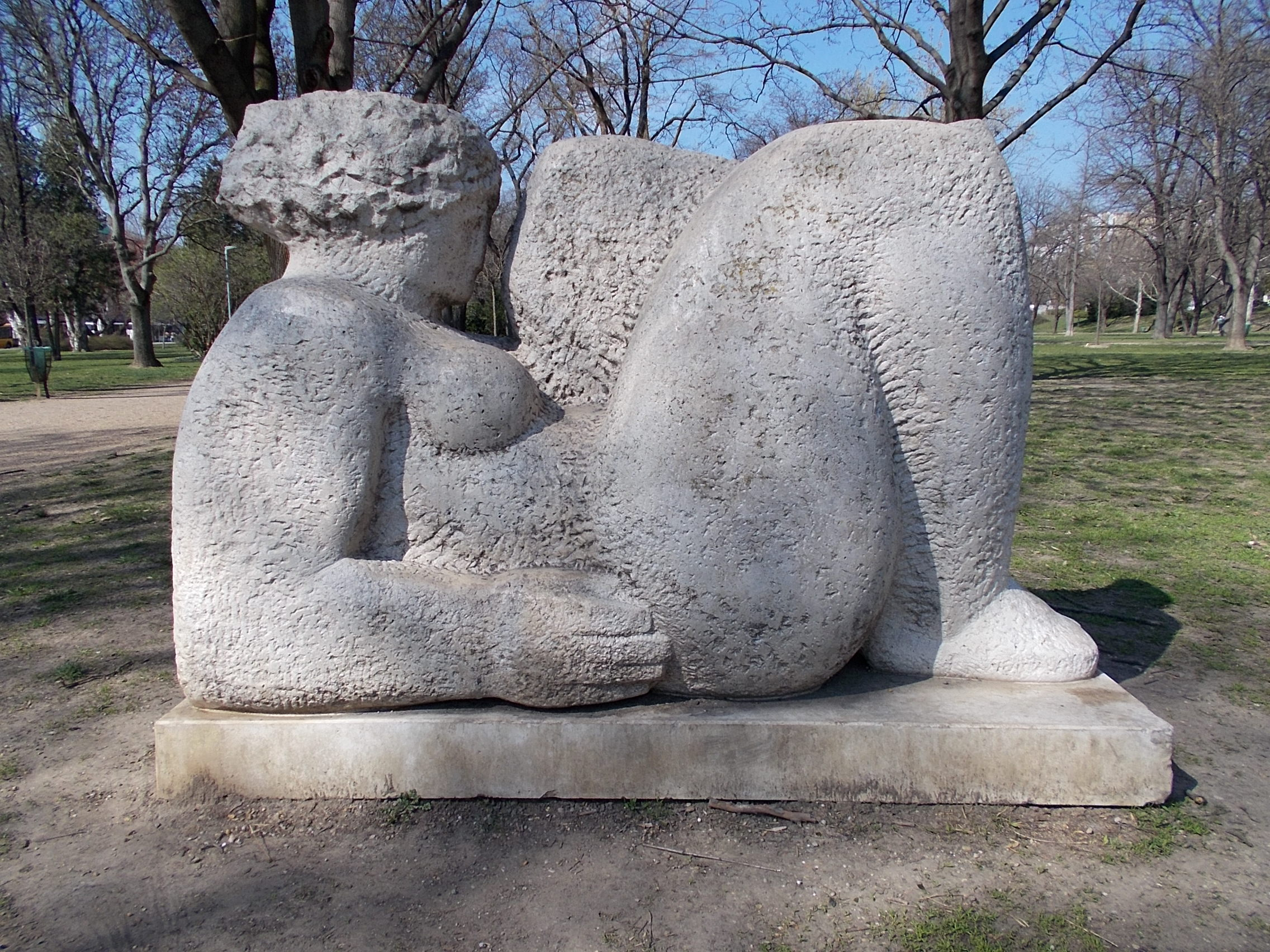
Nagy István János: Fekvő nő, 1984